# Selinum paniculatum
Selinum paniculatum är en flockblommig växtart som beskrevs av Spreng.. Selinum paniculatum ingår i släktet krusfrön, och familjen flockblommiga växter. Inga underarter finns listade i Catalogue of Life.